# Quercamps
Quercamps là một xã trong tỉnh Pas-de-Calais, vùng Hauts-de-France, Pháp.

## Địa lý
Quercamps có cự ly khoảng 10 miles (16 km) phía tây Saint-Omer, tại giao lộ của các tuyến đường D206 và D225.

## Dân số
| 1962                                                              | 1968 | 1975 | 1982 | 1990 | 1999 | 2006 |
| ----------------------------------------------------------------- | ---- | ---- | ---- | ---- | ---- | ---- |
| 174                                                               | 183  | 202  | 237  | 294  | 288  | 285  |
| Số liệu điều tra dân số tính từ năm 1962, dân số chỉ tính một lần |      |      |      |      |      |      |

## Địa điểm nổi bật
- Nhà thờ Notre-Dame, thế kỷ 19.